# روبرت كليمنتس
روبرت كليمنتس (بالإنجليزية: Robert Clements)‏ هو سياسي أمريكي، ولد في 11 ديسمبر 1950.